# Lys javelot
Doryanthes excelsa
Espèce
Classification phylogénétique
Le Lys javelot (Doryanthes excelsa) est une plante monocotylédone originaire de la région côtière au sud de Sydney en Nouvelle-Galles du Sud en Australie.
La plante est vivace et a des longues feuilles élancées d'un mètre de long. Elle fleurit au printemps et en été avec des fleurs situées à l'extrémité d'une hampe pouvant atteindre 6 mètres de long. La grappe de fleurs est formée de fleurs d'un rouge brillant, chaque fleur mesurant 10 centimètres de long.
Dory-anthes signifie fleur-harpon en grec et excelsa est le mot latin pour exceptionnel.
Officiellement la fleur fut découverte dans la région de Sydney le 11 juin 1853.

## Utilisation
Les racines et les tiges des inflorescences sont rôties pour être consommées.

## Galerie

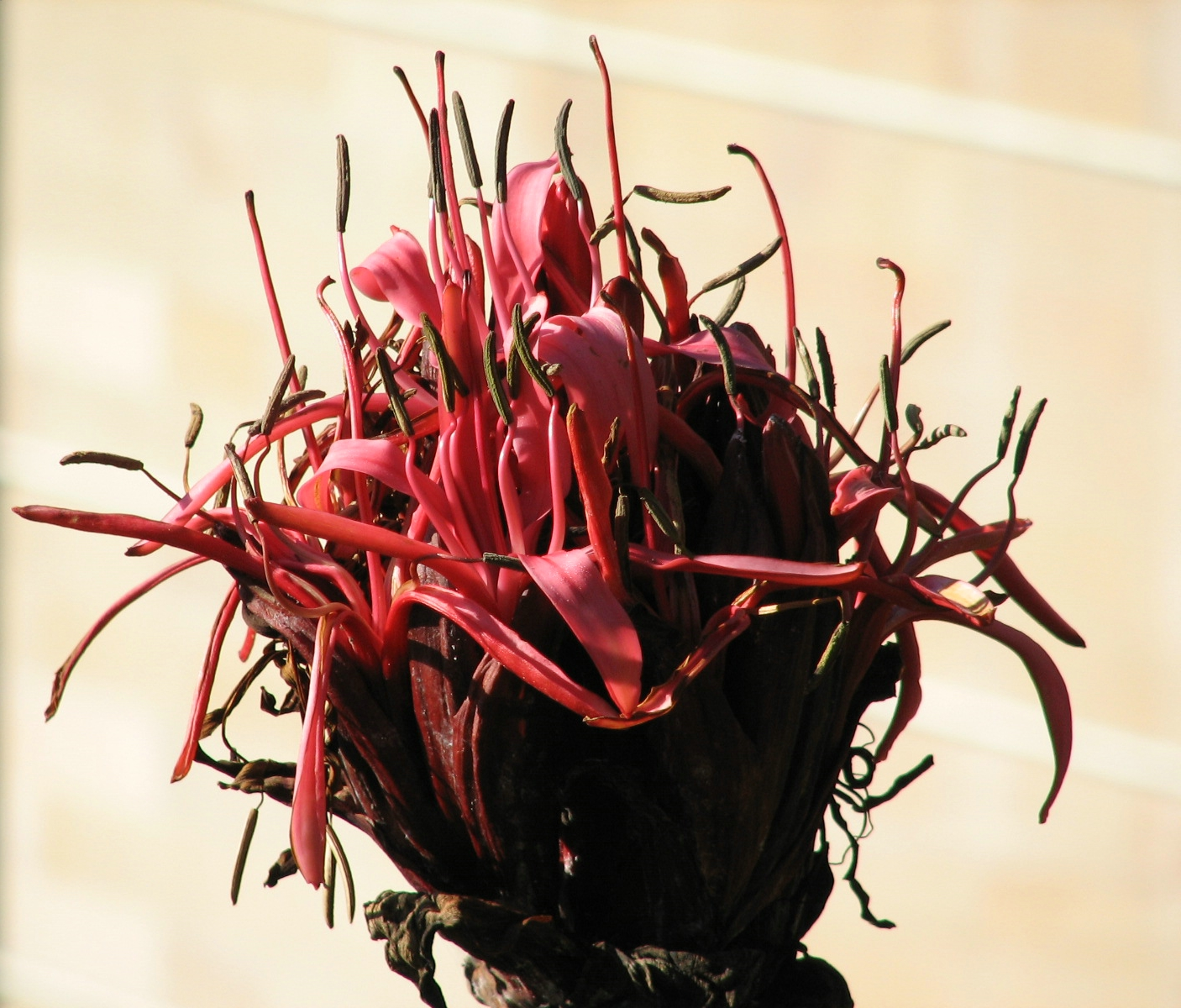
Fleurs
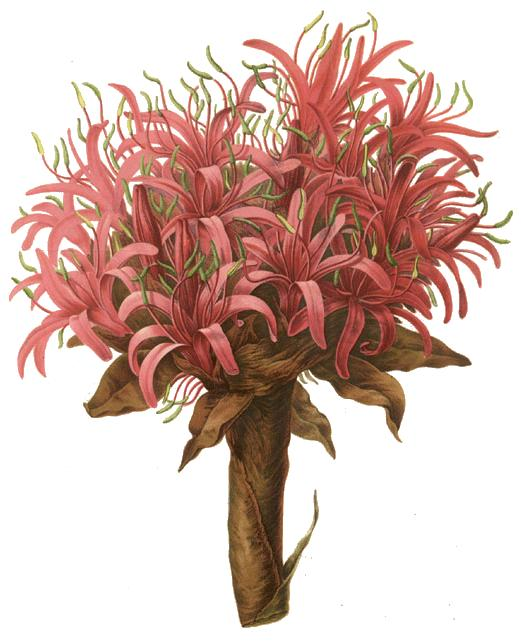
Fleurs
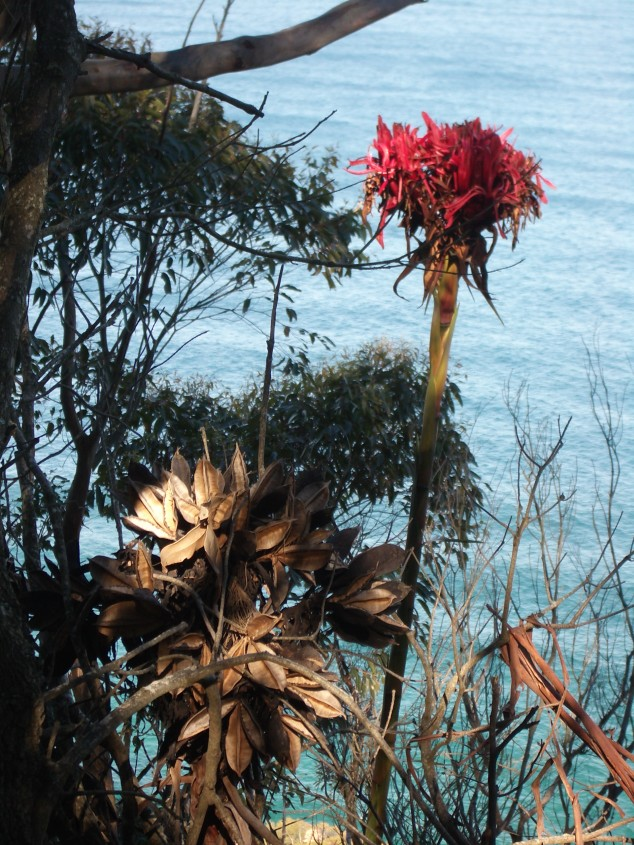
Fleurs et graines
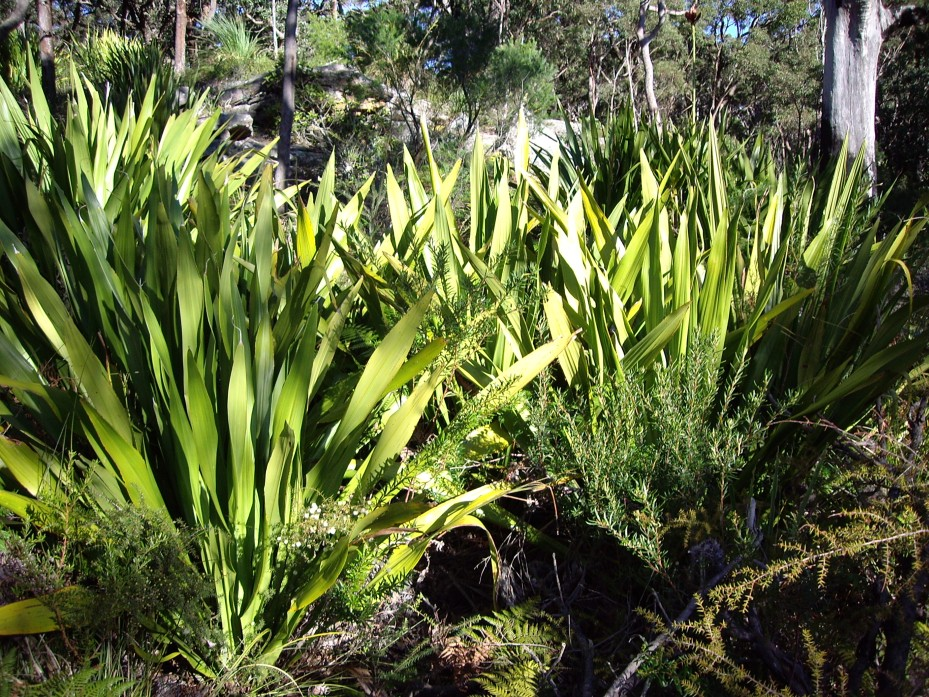
Feuilles lancéolées
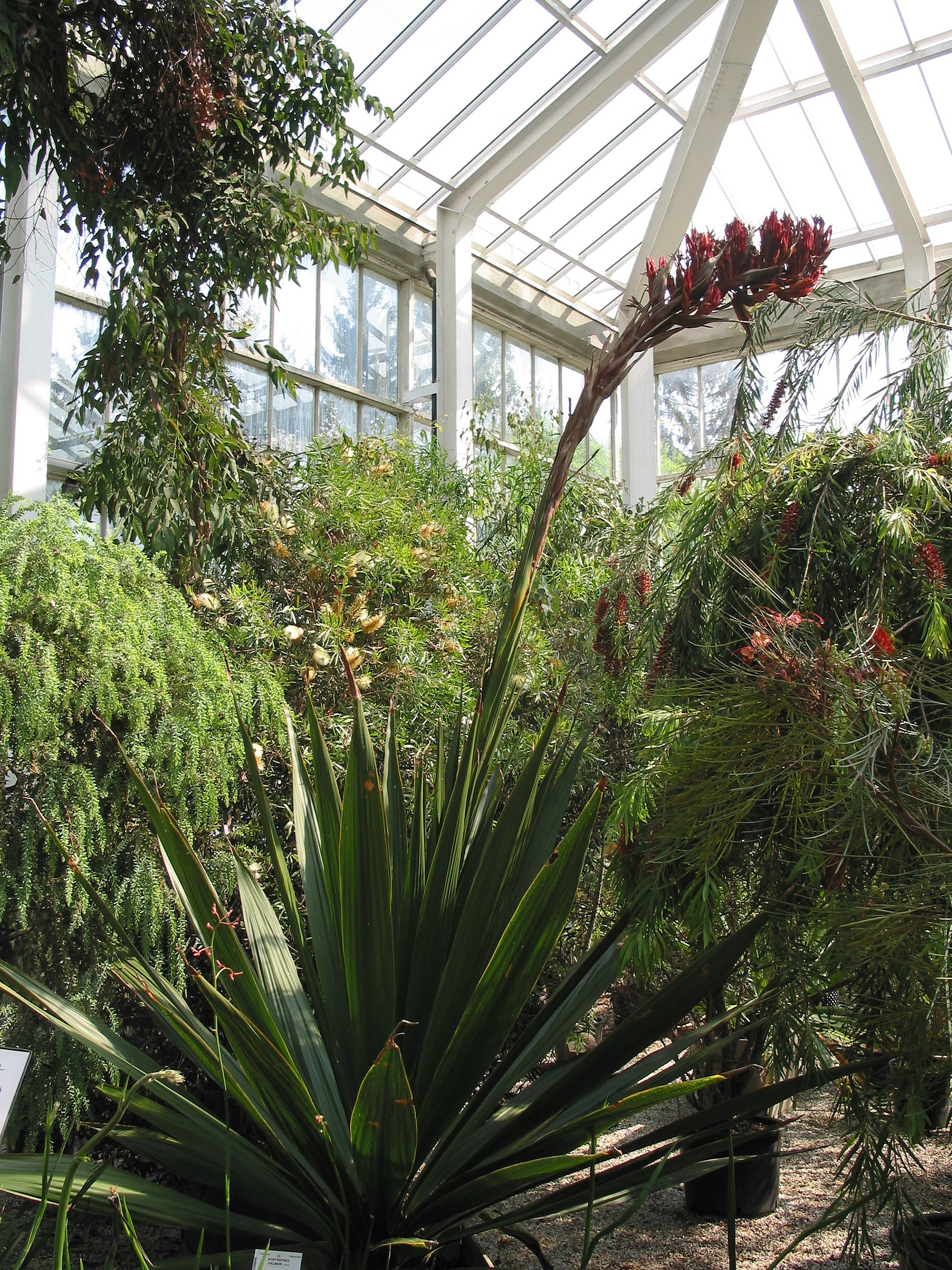
Lys javelot du  Jardin botanique national de Belgique.
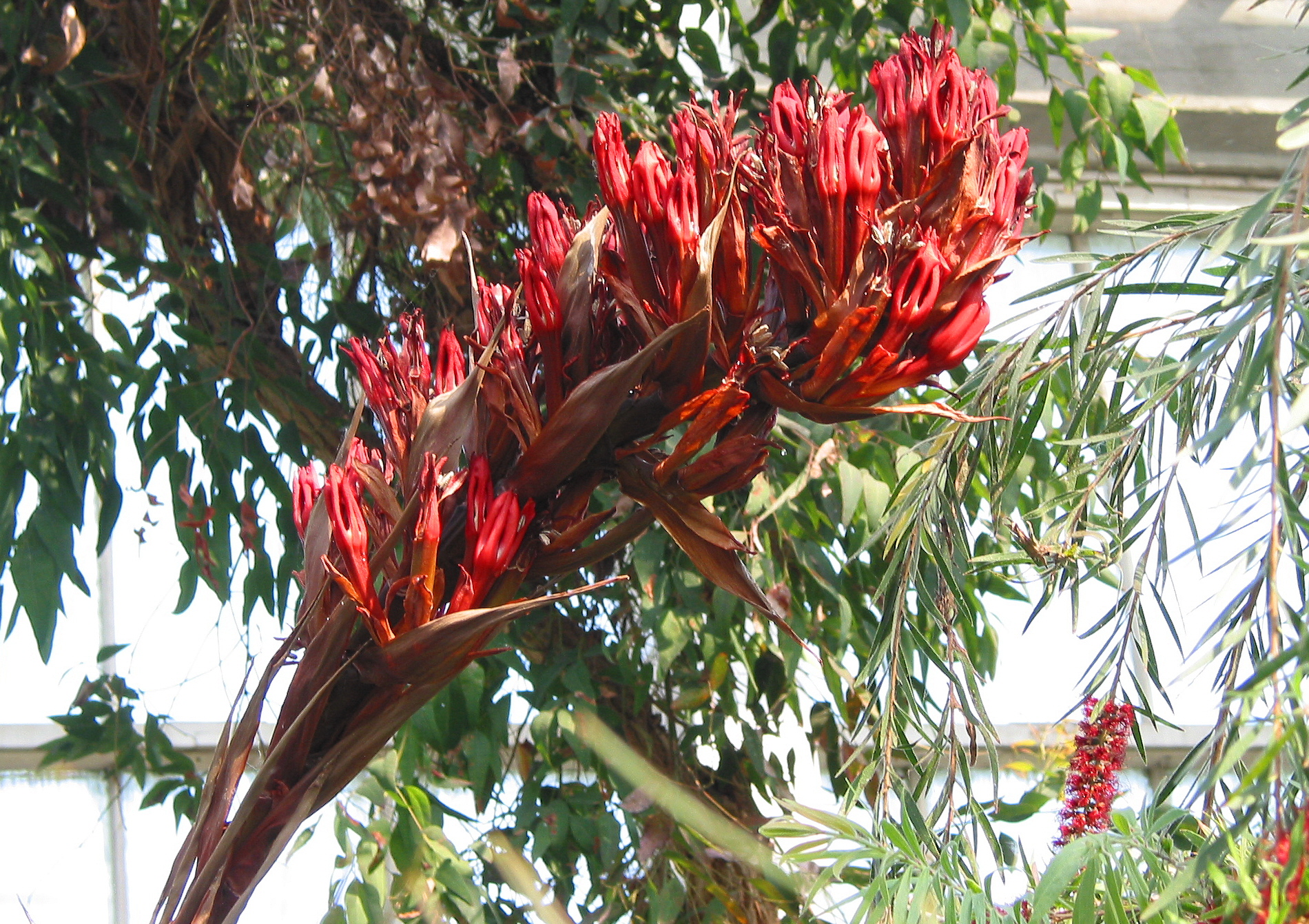
Tige florale.